# Élection présidentielle guinéenne de 1974
L'élection présidentielle guinéenne de 1974 a lieu le 27 décembre 1974 en même temps que des législatives, afin d'élire le Président de la République de Guinée pour un mandat de sept ans. Le pays est alors un régime à parti unique sous l'égide du Parti Démocratique de Guinée-Rassemblement Démocratique Africain d'Ahmed Sékou Touré, qui se présente donc sans opposants et l'emporte sans surprise avec 100 % des suffrages,.

## Résultats
| Candidat               | Candidat               | Parti                  | Voix      | %     |  |
| ---------------------- | ---------------------- | ---------------------- | --------- | ----- |  |
|                        | Ahmed Sékou Touré      | PDG-RDA                | 2 432 129 | 100   |  |
|                        |                        |                        |           |       |  |
| Total                  | Total                  | Total                  | 2 432 129 | 100   |  |
| Abstention             | Abstention             | Abstention             | 4 356     | 0,18  |  |
| Inscrits/Participation | Inscrits/Participation | Inscrits/Participation | 2 436 485 | 99,82 |  |